# AMBER Alert Nederland

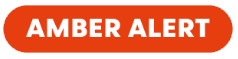
Logo AMBER Alert Nederland

AMBER Alert Nederland is het Nederlandse landelijke vermiste kinderenalarm. Met AMBER Alert vraagt de politie burgers om landelijk of regionaal uit te kijken naar een vermist kind in levensgevaar. 
Een AMBER Alert wordt altijd verstuurd via Burgernet. Het AMBER Alert wordt onder andere gedeeld via de Burgernetapp, op sociale media en in landelijke media. Ook wordt een AMBER Alert gedeeld op matrixborden boven snelwegen en digitale schermen bij trein- en busstations, op vliegvelden, bij winkels en tankstations. Gemiddeld gaan er per jaar twee landelijke AMBER Alerts uit en ongeveer acht regionale.

## Oprichting en naam
AMBER Alert Nederland werd in 2008 kosteloos opgericht door softwarebedrijf Netpresenter. en de Nationale Politie, in samenwerking met het Ministerie van Veiligheid en Justitie. Het startsein werd gegeven op 11 november 2008 door toenmalig minister van Justitie, Ernst Hirsch Ballin. Netpresenter heeft het systeem ontwikkeld en kosteloos ter beschikking gesteld aan de Nederlandse overheid. Sinds 2021 doet de politie de vermist-kind-alertering, met Burgernet. De politie kreeg het gebruiksrecht op de merknaam AMBER Alert in Nederland. Ook werden de domeinnamen, socialmedia-accounts, beeldmerken etc. overgedragen aan de politie.
Het Nederlandse systeem is genoemd naar het gelijknamige AMBER Alert Plan in Amerika. De naam komt van het 9-jarige Amerikaanse meisje Amber Hagerman, dat op 13 januari 1996 werd ontvoerd en vermoord. Haar dood leidde tot de totstandkoming van dit systeem. Uit onderzoek is gebleken dat AMBER Alert de hoogste naamsbekendheid heeft onder de alerteringssystemen in Nederland: 95 procent van de niet-deelnemers kent het systeem van naam.

## Werking en effectiviteit
Jaarlijks raken er in Nederland ongeveer 16.000 kinderen vermist. Enkel in de ernstigste gevallen wordt een AMBER Alert ingezet. In de overige gevallen kan de politie een beroep doen op andere middelen om een vermist kind op te sporen. Tot 23 november 2021 werd bijvoorbeeld een Vermist Kind Alert uitgegeven.
Bij een AMBER Alert wordt het hele systeem ingezet en bereikt daarbij snel 12 miljoen mensen (Peil.nl). Hierbij wordt gebruikgemaakt van reclameschermen, snelwegborden, pinautomaten, e-mail, sms en social media en wordt de alarmmelding gedeeld door nationale en regionale media. Ook grote apps en websites nemen een AMBER Alert automatisch over. Het vermissingsbericht verschijnt direct op de tijdlijn van iedere Facebook-gebruiker in Nederland. Een AMBER Alert kan op verzoek van de Nationale Politie via AMBER Alert Europe tevens in het buitenland worden overgenomen.
Het AMBER Alert-systeem is sinds zijn oprichting ruim duizend keer ingezet. In 94 procent van de gevallen werden de vermiste kinderen teruggevonden.

### Criteria
De Nationale Politie is verantwoordelijk voor het toetsen van de criteria voor het uitsturen van AMBER Alerts. Bij iedere melding van een vermissing beoordeelt de politie in hoeverre het vermiste kind gevaar loopt en handelt hier op passende wijze naar. Omdat het publiceren van een foto en persoonlijke informatie van een vermist kind ingrijpend is, maakt de politie ook een zorgvuldige afweging tussen de privacy van het kind en de gevolgen van publieke aandacht voor een vermissingszaak. De Nationale Politie hanteert de volgende criteria voor het uitsturen van een AMBER Alert:
- Het kind is (zeer waarschijnlijk) ontvoerd door een onbekend persoon of personen, of het kind is vermist en er bestaat direct gevaar voor het leven van het kind.
- Het vermiste kind is jonger dan 18 jaar.
- Er is voldoende informatie over het slachtoffer, een mogelijke ontvoerder of een gebruikte auto, zodat met een AMBER Alert de kans vergroot wordt dat het kind gelokaliseerd kan worden.
- Het AMBER Alert wordt zo snel mogelijk na de ontvoering of vermissing gebruikt.

## Symbool voor vermiste kinderen
Vergeet-mij-nietjes (vaak in de vorm van een speldje) zijn het internationale symbool voor vermiste kinderen. 25 mei is de internationale Dag van het Vermiste Kind. In landen over de hele wereld, waaronder ook in Nederland, worden dan onder andere witte ballonnen opgelaten met foto's van vermiste kinderen erop. In 2009 ontving Frank Hoen, ontwikkelaar van het AMBER Alert-systeem, hiervoor de ‘Vergeet-me-niet’ Award van Tros Vermist.

## Kosten
AMBER Alert is op 11 november 2008 van start gegaan als een gesponsord initiatief uit de samenleving. In 2010 vroegen de sponsoren steun aan de politie en overheid omdat ze de kosten voor het systeem, die opliepen tot een miljoen euro per jaar, niet meer alleen konden dragen. Die steun werd gegeven door minister Hirsch Ballin, die op 16 maart 2010 tijdens een Kamerdebat toezegde dat hij de voortzetting van AMBER Alert een publieke verantwoordelijkheid achtte. Ontvangst van alle typen is gratis.

## Vergelijkbare systemen op andere gebieden
RijnmondVeilig is een initiatief van burgemeester Aboutaleb en veiligheidsregio Rotterdam-Rijnmond. Met RijnmondVeilig kunnen de gezamenlijke hulpdiensten de burgers van de regio Rotterdam-Rijnmond tijdens een crisis of incident beter alarmeren en informeren. Het gebruikte systeem hiervoor is hetzelfde als voor AMBER Alert. Begin 2011 geeft het Nederlands Genootschap van Burgemeesters aan iets soortgelijks bij rampen te willen, bijvoorbeeld bij een ramp zoals in Moerdijk in 2011.
Op 8 juni 2010 zei Fred Teeven, toenmalig Kamerlid van de VVD, dat de VVD een landelijk Crime Alert nastreeft, gebaseerd op de technologie van het AMBER Alert-systeem. Foto's van gezochte criminelen moeten zo via internet, GSM, Twitter, snelwegborden, reclameschermen en tv's snel en wijd worden verspreid. Met een Crime Alert kan de politie met één druk op de knop een foto of filmpje van gezochte personen verspreiden.
Er wordt echter niet alleen gewerkt aan uitbreiding; ook beperkingen worden bestudeerd. Na vragen vanuit de Tweede Kamer waarom er 's nachts geen AMBER Alerts via sms uitgestuurd worden, kunnen burgers sinds april 2013 aangeven of zij 's nachts alerts willen ontvangen.

## Feiten
- 11 november 2008: De minister van Justitie, Ernst Hirsch Ballin, neemt op een persconferentie het AMBER Alert-systeem officieel in ontvangst.[17]
- 14 februari 2009: Eerste Nederlandse AMBER Alert. De vermiste jongen is snel terecht doordat medewerkers van McDonald's hem herkennen via berichten op hun reclameschermen.[18]
- In januari 2012 is de miljoenste deelnemer een feit.[19]
- 10 februari 2012: Lancering van de iPhone-app. Binnen drie uur stond de app toen op nummer 1 in de App Store.
- Tot en met oktober 2020 werd in Nederland 30 keer een AMBER Alert afgegeven.[20]
- In 2022 werd vijf keer een AMBER Alert verstuurd, op jaarbasis was dit een record.[21]